# Монтріт (Північна Кароліна)
Монтріт (англ. Montreat) — місто (англ. town) в США, в окрузі Банком штату Північна Кароліна. Населення — 901 особа (2020).

## Географія
Монтріт розташований за координатами 35°38′53″ пн. ш. 82°17′57″ зх. д. / 35.64806° пн. ш. 82.29917° зх. д. (35.648040, -82.299164).  За даними Бюро перепису населення США в 2010 році місто мало площу 7,08 км², з яких 7,07 км² — суходіл та 0,01 км² — водойми.

## Демографія
Згідно з переписом 2010 року, у місті мешкали 723 особи в 201 домогосподарстві у складі 136 родин. Густота населення становила 102 особи/км².  Було 666 помешкань (94/км²).
Расовий склад населення:
| - 91,3 % — білих - 5,1 % — чорних або афроамериканців - 0,7 % — азіатів - 0,1 % — вихідців з тихоокеанських островів - 1,4 % — осіб інших рас |

До двох чи більше рас належало 1,4 %. Частка іспаномовних становила 2,8 % від усіх жителів.
За віковим діапазоном населення розподілялося таким чином: 4,7 % — особи молодші 18 років, 68,6 % — особи у віці 18—64 років, 26,7 % — особи у віці 65 років та старші. Медіана віку мешканця становила 24,2 року. На 100 осіб жіночої статі у місті припадало 89,3 чоловіків;  на 100 жінок у віці від 18 років та старших — 88,8 чоловіків також старших 18 років.
Середній дохід на одне домашнє господарство  становив 70 442 долари США (медіана — 62 188), а середній дохід на одну сім'ю — 84 488 доларів (медіана — 66 974). Медіана доходів становила 43 036 доларів для чоловіків та 19 375 доларів для жінок. За межею бідності перебувало 15,1 % осіб, у тому числі 0,0 % дітей у віці до 18 років та 4,2 % осіб у віці 65 років та старших.
Цивільне працевлаштоване населення становило 263 особи. Основні галузі зайнятості: освіта, охорона здоров'я та соціальна допомога — 50,6 %, мистецтво, розваги та відпочинок — 12,5 %, роздрібна торгівля — 11,0 %.